# Elecciones municipales de 2015 en la provincia de Málaga

Lista más votada por municipio.
PSOE (42)
PP (40)
IULV-CA-para la Gente (13)
PA (1)
Otros partidos (7)

Las elecciones municipales de 2015 en la provincia de Málaga, como en el resto de España, se celebraron el 24 de mayo. Aunque sufrió una pérdida considerable de votos respecto a los comicios municipales anteriores, el Partido Popular se impuso una vez más como el partido más votado en la provincia, así como en la mayoría de los grandes municipios, incluida la capital, Málaga. No obstante, el Partido Socialista, el segundo más votado, obtuvo un mayor número de concejales en total. Izquierda Unida Los Verdes-Convocatoria por Andalucía compitió en candidaturas de unidad popular bajo el nombre para la Gente. Fue el tercer partido más votado e igualmente el tercero en número de concejales obtenidos. Los llamados partidos emergentes entraron con fuerza en la mayoría de los consistorios de los grandes municipios. Ciudadanos se posicionó como el cuarto partido más votado y logró hacerse con la alcaldía de Mijas tras un pacto con el PP, al cual Ciudadanos apoyó en la alcaldía de la capital y en el gobierno de la diputación. Las candidaturas apoyadas o inspiradas por Podemos y el 15M se presentaron bajo distintos nombres, siendo dos de ellas, Málaga Ahora y Costa del Sol Sí Puede, la quinta y sexta formación más votada. Por último, el Partido Andalucista y Unión Progreso y Democracia completan las lista de los partidos que consiguieron más de un 1% de los votos. 
No obstante la victoria general del PP, los pactos post-electorales lograron desalojar a este partido de varias alcaldías importantes como Marbella, Benalmádena, Torremolinos, Vélez-Málaga y Rincón de la Victoria. Así, en Marbella, el socialista José Bernal se hizo con la alcaldía desbancando a la popular Ángeles Muñoz con el apoyo de IU, Opción Sampedreña y Costa del Sol Sí Puede, si bien este último no se integró en el gobierno municipal. En Torremolinos los comicios pusieron fin a 20 años de mayorías absolutas de Pedro Fernández Montes por un pacto a cuatro entre PSOE, Ciudadanos, Costa del Sol Sí Puede e IU. En Benalmádena se formó un gobierno en minoría compuesto por el PSOE, IU y Alternativa por Benalmádena, pero para la investidura del socialista Víctor Navas hizo falta el apoyo de Ciudadanos y de Costa del Sol Sí Puede. También en minoría, el socialista Antonio Moreno fue investido alcalde de Vélez-Málaga con los votos de PA, Grupo Independiente Pro Municipio de Torre del Mar e IU, que no entró en el equipo de gobierno. En el caso de Rincón de la Victoria otro acuerdo cuatripartito entre PSOE, IU, Ahora Rincón y PA estableció a la socialista Encarnación Anaya, alcaldesa durante dos años, periodo tras el cual será sustituida porr Antonio Moreno, de Ahora Rincón.

## Resultados electorales

### Resultados globales
|                | Votos   | Variación     | Porcentaje | Concejales |
| -------------- | ------- | ------------- | ---------- | ---------- |
| Participación  | 663.261 | Decrecimiento | 57,80%     | 1.211      |
| Abstenciones   | 484.227 | Crecimiento   | 42,20%     | -          |
| Voto en blanco | 7.926   | Decrecimiento | 1,21%      | -          |
| Votos nulos    | 6.830   | Decrecimiento | 1,03%      | -          |
| Partido:       | -       | -             | -          | -          |
| PP             | 232.295 | Decrecimiento | 35,39%     | 384        |
| PSOE           | 188.584 | Crecimiento   | 28,73%     | 475        |
| IULV-CA        | 69.581  | Decrecimiento | 10,60%     | 188        |
| Cs             | 44.695  | Crecimiento   | 6,81%      | 32         |
| Málaga Ahora   | 30.464  | Crecimiento   | 4,64%      | 4          |
| CSSP           | 14.077  | Crecimiento   | 2,14%      | 12         |
| PA             | 12.838  | Decrecimiento | 1,96%      | 20         |
| UPyD           | 7.182   | Decrecimiento | 1,09%      | 2          |

### Resultados en los principales municipios
En la siguiente tabla se muestran los resultados electorales en los municipios de más de 6.000 habitantes de la provincia de Málaga a 1 de enero de 2015.
| Municipio | Municipio                                       | Alcalde y gobierno municipal saliente                                    | Partido            | Partido      | Votos  | %      | Concejales | +/- | Alcalde y gobierno municipal electo |
| --------- | ----------------------------------------------- | ------------------------------------------------------------------------ | ------------------ | ------------ | ------ | ------ | ---------- | --- | --- |
|           | Málaga 569.130 hab. 31 concejales               | - Alcalde: Francisco de la Torre (PP) - Gobierno municipal: PP           |                    | PP           | 83.353 | 36,47% | 13         | 6   | - Alcalde: Francisco de la Torre (PP) - Gobierno municipal: PP                                                                                       |
|           | Málaga 569.130 hab. 31 concejales               | - Alcalde: Francisco de la Torre (PP) - Gobierno municipal: PP           | PSOE               | 60.048       | 26,27% | 9      | 0          |     | - Alcalde: Francisco de la Torre (PP) - Gobierno municipal: PP                                                                                       |
|           | Málaga 569.130 hab. 31 concejales               | - Alcalde: Francisco de la Torre (PP) - Gobierno municipal: PP           | Málaga Ahora       | 30.464       | 13,33% | 4      | 4          |     | - Alcalde: Francisco de la Torre (PP) - Gobierno municipal: PP                                                                                       |
|           | Málaga 569.130 hab. 31 concejales               | - Alcalde: Francisco de la Torre (PP) - Gobierno municipal: PP           | C's                | 23.708       | 10,37% | 3      | 3          |     | - Alcalde: Francisco de la Torre (PP) - Gobierno municipal: PP                                                                                       |
|           | Málaga 569.130 hab. 31 concejales               | - Alcalde: Francisco de la Torre (PP) - Gobierno municipal: PP           | IULV-CA            | 17.050       | 7,46%  | 2      | 1          |     | - Alcalde: Francisco de la Torre (PP) - Gobierno municipal: PP                                                                                       |
|           | Marbella 139.537 hab. 27 concejales             | - Alcalde: Ángeles Muñoz (PP) - Gobierno municipal: PP                   |                    | PP           | 19.406 | 41,01% | 13         | 2   | - Alcalde: José Bernal (PSOE) - Gobierno municipal: PSOE-OSP-IU                                                                                      |
|           | Marbella 139.537 hab. 27 concejales             | - Alcalde: Ángeles Muñoz (PP) - Gobierno municipal: PP                   | PSOE               | 12.444       | 26,30% | 8      | 1          |     | - Alcalde: José Bernal (PSOE) - Gobierno municipal: PSOE-OSP-IU                                                                                      |
|           | Marbella 139.537 hab. 27 concejales             | - Alcalde: Ángeles Muñoz (PP) - Gobierno municipal: PP                   | OSPa               | 4.336        | 9,16%  | 2      | 1          |     | - Alcalde: José Bernal (PSOE) - Gobierno municipal: PSOE-OSP-IU                                                                                      |
|           | Marbella 139.537 hab. 27 concejales             | - Alcalde: Ángeles Muñoz (PP) - Gobierno municipal: PP                   | CSSPb              | 3.880        | 8,20%  | 2      | 2          |     | - Alcalde: José Bernal (PSOE) - Gobierno municipal: PSOE-OSP-IU                                                                                      |
|           | Marbella 139.537 hab. 27 concejales             | - Alcalde: Ángeles Muñoz (PP) - Gobierno municipal: PP                   | IULV-CA            | 3.202        | 6,77%  | 2      | 0          |     | - Alcalde: José Bernal (PSOE) - Gobierno municipal: PSOE-OSP-IU                                                                                      |
|           | Mijas 79.483 hab. 25 concejales                 | - Alcalde: Ángel Nozal (PP) - Gobierno municipal: PP                     |                    | PP           | 8.439  | 36,38% | 11         | 4   | - Alcalde: Juan Carlos Maldonado (Cs) - Gobierno municipal: C's                                                                                      |
|           | Mijas 79.483 hab. 25 concejales                 | - Alcalde: Ángel Nozal (PP) - Gobierno municipal: PP                     | PSOE               | 6.078        | 26,20% | 7      | 0          |     | - Alcalde: Juan Carlos Maldonado (Cs) - Gobierno municipal: C's                                                                                      |
|           | Mijas 79.483 hab. 25 concejales                 | - Alcalde: Ángel Nozal (PP) - Gobierno municipal: PP                     | C's                | 3.974        | 17,13% | 5      | 5          |     | - Alcalde: Juan Carlos Maldonado (Cs) - Gobierno municipal: C's                                                                                      |
|           | Mijas 79.483 hab. 25 concejales                 | - Alcalde: Ángel Nozal (PP) - Gobierno municipal: PP                     | CSSP               | 1.683        | 7,26%  | 2      | 2          |     | - Alcalde: Juan Carlos Maldonado (Cs) - Gobierno municipal: C's                                                                                      |
|           | Vélez-Málaga 78.166 hab. 25 concejales          | - Alcalde: Francisco Delgado (PP) - Gobierno municipal: PP               |                    | PP           | 12.555 | 37,09% | 10         | 3   | - Alcalde: Antonio Moreno Ferrer(PSOE) - Gobierno municipal: PSOE-GIPMTM-PA                                                                          |
|           | Vélez-Málaga 78.166 hab. 25 concejales          | - Alcalde: Francisco Delgado (PP) - Gobierno municipal: PP               | PSOE               | 9.274        | 27,39% | 8      | 2          |     | - Alcalde: Antonio Moreno Ferrer(PSOE) - Gobierno municipal: PSOE-GIPMTM-PA                                                                          |
|           | Vélez-Málaga 78.166 hab. 25 concejales          | - Alcalde: Francisco Delgado (PP) - Gobierno municipal: PP               | IULV-CA            | 2.548        | 7,53%  | 2      | 0          |     | - Alcalde: Antonio Moreno Ferrer(PSOE) - Gobierno municipal: PSOE-GIPMTM-PA                                                                          |
|           | Vélez-Málaga 78.166 hab. 25 concejales          | - Alcalde: Francisco Delgado (PP) - Gobierno municipal: PP               | GIPMTMc            | 2.396        | 7,08%  | 2      | 0          |     | - Alcalde: Antonio Moreno Ferrer(PSOE) - Gobierno municipal: PSOE-GIPMTM-PA                                                                          |
|           | Vélez-Málaga 78.166 hab. 25 concejales          | - Alcalde: Francisco Delgado (PP) - Gobierno municipal: PP               | PA                 | 2.286        | 6,75%  | 2      | 0          |     | - Alcalde: Antonio Moreno Ferrer(PSOE) - Gobierno municipal: PSOE-GIPMTM-PA                                                                          |
|           | Vélez-Málaga 78.166 hab. 25 concejales          | - Alcalde: Francisco Delgado (PP) - Gobierno municipal: PP               | C's                | 1.903        | 5,62%  | 1      | 1          |     | - Alcalde: Antonio Moreno Ferrer(PSOE) - Gobierno municipal: PSOE-GIPMTM-PA                                                                          |
|           | Fuengirola 77.525 hab. 25 concejales            | - Alcalde: Ana Mula (PP) - Gobierno municipal: PP                        |                    | PP           | 11.668 | 49,66% | 14         | 4   | - Alcalde: Ana Mula (PP) - Gobierno municipal: PP |
|           | Fuengirola 77.525 hab. 25 concejales            | - Alcalde: Ana Mula (PP) - Gobierno municipal: PP                        | PSOE               | 4.722        | 20,10% | 5      | 0          |     | - Alcalde: Ana Mula (PP) - Gobierno municipal: PP |
|           | Fuengirola 77.525 hab. 25 concejales            | - Alcalde: Ana Mula (PP) - Gobierno municipal: PP                        | C's                | 2.341        | 9,96%  | 2      | 2          |     | - Alcalde: Ana Mula (PP) - Gobierno municipal: PP |
|           | Fuengirola 77.525 hab. 25 concejales            | - Alcalde: Ana Mula (PP) - Gobierno municipal: PP                        | CSSP               | 2.034        | 8,66%  | 2      | 2          |     | - Alcalde: Ana Mula (PP) - Gobierno municipal: PP |
|           | Fuengirola 77.525 hab. 25 concejales            | - Alcalde: Ana Mula (PP) - Gobierno municipal: PP                        | IULV-CA            | 1.691        | 7,20%  | 2      | 0          |     | - Alcalde: Ana Mula (PP) - Gobierno municipal: PP |
|           | Torremolinos 67.492 hab. 25 concejales          | - Alcalde: Pedro Fernández (PP) - Gobierno municipal: PP                 |                    | PP           | 8.956  | 36,12% | 11         | 6   | - Alcalde: José Ortiz (PSOE) - Gobierno municipal: PSOE                                                                                              |
|           | Torremolinos 67.492 hab. 25 concejales          | - Alcalde: Pedro Fernández (PP) - Gobierno municipal: PP                 | PSOE               | 6.487        | 26,16% | 7      | 1          |     | - Alcalde: José Ortiz (PSOE) - Gobierno municipal: PSOE                                                                                              |
|           | Torremolinos 67.492 hab. 25 concejales          | - Alcalde: Pedro Fernández (PP) - Gobierno municipal: PP                 | C's                | 3.249        | 13,10% | 3      | 3          |     | - Alcalde: José Ortiz (PSOE) - Gobierno municipal: PSOE                                                                                              |
|           | Torremolinos 67.492 hab. 25 concejales          | - Alcalde: Pedro Fernández (PP) - Gobierno municipal: PP                 | CSSP               | 3.124        | 12,6%  | 3      | 3          |     | - Alcalde: José Ortiz (PSOE) - Gobierno municipal: PSOE                                                                                              |
|           | Torremolinos 67.492 hab. 25 concejales          | - Alcalde: Pedro Fernández (PP) - Gobierno municipal: PP                 | IULV-CA            | 1.327        | 5,35%  | 1      | 1          |     | - Alcalde: José Ortiz (PSOE) - Gobierno municipal: PSOE                                                                                              |
|           | Estepona 67.080 hab. 25 concejales              | - Alcalde: José María García (PP) - Gobierno municipal: PP               |                    | PP           | 14.214 | 59,77% | 17         | 0   | - Alcalde: José María García (PP) - Gobierno municipal: PP                                                                                           |
|           | Estepona 67.080 hab. 25 concejales              | - Alcalde: José María García (PP) - Gobierno municipal: PP               | PSOE               | 5.420        | 22,79% | 6      | 0          |     | - Alcalde: José María García (PP) - Gobierno municipal: PP                                                                                           |
|           | Estepona 67.080 hab. 25 concejales              | - Alcalde: José María García (PP) - Gobierno municipal: PP               | CSSP               | 1.609        | 6,77%  | 1      | 1          |     | - Alcalde: José María García (PP) - Gobierno municipal: PP                                                                                           |
|           | Estepona 67.080 hab. 25 concejales              | - Alcalde: José María García (PP) - Gobierno municipal: PP               | IULV-CA            | 1.442        | 6,06%  | 1      | 1          |     | - Alcalde: José María García (PP) - Gobierno municipal: PP                                                                                           |
|           | Benalmádena 66.598 hab. 25 concejales           | - Alcalde: Paloma García (PP) - Gobierno municipal: PP                   |                    | PP           | 6.162  | 29,65% | 9          | 2   | - Alcalde: Víctor Navas (PSOE) - Gobierno municipal: PSOE-IU-AxB-C's-CSSP                                                                            |
|           | Benalmádena 66.598 hab. 25 concejales           | - Alcalde: Paloma García (PP) - Gobierno municipal: PP                   | PSOE               | 5.367        | 25,83% | 7      | 0          |     | - Alcalde: Víctor Navas (PSOE) - Gobierno municipal: PSOE-IU-AxB-C's-CSSP                                                                            |
|           | Benalmádena 66.598 hab. 25 concejales           | - Alcalde: Paloma García (PP) - Gobierno municipal: PP                   | C's                | 2.161        | 10,40% | 3      | 3          |     | - Alcalde: Víctor Navas (PSOE) - Gobierno municipal: PSOE-IU-AxB-C's-CSSP                                                                            |
|           | Benalmádena 66.598 hab. 25 concejales           | - Alcalde: Paloma García (PP) - Gobierno municipal: PP                   | CSSP               | 1.747        | 8,41%  | 2      | 2          |     | - Alcalde: Víctor Navas (PSOE) - Gobierno municipal: PSOE-IU-AxB-C's-CSSP                                                                            |
|           | Benalmádena 66.598 hab. 25 concejales           | - Alcalde: Paloma García (PP) - Gobierno municipal: PP                   | IULV-CA            | 1.715        | 8,25%  | 2      | 0          |     | - Alcalde: Víctor Navas (PSOE) - Gobierno municipal: PSOE-IU-AxB-C's-CSSP                                                                            |
|           | Benalmádena 66.598 hab. 25 concejales           | - Alcalde: Paloma García (PP) - Gobierno municipal: PP                   | VpBd               | 1.299        | 6,25%  | 1      | 1          |     | - Alcalde: Víctor Navas (PSOE) - Gobierno municipal: PSOE-IU-AxB-C's-CSSP                                                                            |
|           | Benalmádena 66.598 hab. 25 concejales           | - Alcalde: Paloma García (PP) - Gobierno municipal: PP                   | AxBe               | 1.229        | 5,91%  | 1      | 1          |     | - Alcalde: Víctor Navas (PSOE) - Gobierno municipal: PSOE-IU-AxB-C's-CSSP                                                                            |
|           | Rincón de la Victoria 43.135 hab. 21 concejales | - Alcalde: Francisco Salado (PP) - Gobierno municipal: PP                |                    | PP           | 5.664  | 31,99% | 8          | 5   | - Alcalde: Encarnación Anaya (PSOE) (2015-2017) / Francisco Salado (PP) (2017-2019) - Gobierno municipal: PSOE-AR-PA-IU (2015-2017) / PP (2017-2019) |
|           | Rincón de la Victoria 43.135 hab. 21 concejales | - Alcalde: Francisco Salado (PP) - Gobierno municipal: PP                | PSOE               | 3.352        | 18,93% | 4      | 0          |     | - Alcalde: Encarnación Anaya (PSOE) (2015-2017) / Francisco Salado (PP) (2017-2019) - Gobierno municipal: PSOE-AR-PA-IU (2015-2017) / PP (2017-2019) |
|           | Rincón de la Victoria 43.135 hab. 21 concejales | - Alcalde: Francisco Salado (PP) - Gobierno municipal: PP                | C's                | 2.339        | 13,21% | 3      | 3          |     | - Alcalde: Encarnación Anaya (PSOE) (2015-2017) / Francisco Salado (PP) (2017-2019) - Gobierno municipal: PSOE-AR-PA-IU (2015-2017) / PP (2017-2019) |
|           | Rincón de la Victoria 43.135 hab. 21 concejales | - Alcalde: Francisco Salado (PP) - Gobierno municipal: PP                | Ahora Rincón       | 2.115        | 11,95% | 2      | 2          |     | - Alcalde: Encarnación Anaya (PSOE) (2015-2017) / Francisco Salado (PP) (2017-2019) - Gobierno municipal: PSOE-AR-PA-IU (2015-2017) / PP (2017-2019) |
|           | Rincón de la Victoria 43.135 hab. 21 concejales | - Alcalde: Francisco Salado (PP) - Gobierno municipal: PP                | IULV-CA            | 1.980        | 11,18% | 2      | 2          |     | - Alcalde: Encarnación Anaya (PSOE) (2015-2017) / Francisco Salado (PP) (2017-2019) - Gobierno municipal: PSOE-AR-PA-IU (2015-2017) / PP (2017-2019) |
|           | Rincón de la Victoria 43.135 hab. 21 concejales | - Alcalde: Francisco Salado (PP) - Gobierno municipal: PP                | PA                 | 1.650        | 9,32%  | 2      | 2          |     | - Alcalde: Encarnación Anaya (PSOE) (2015-2017) / Francisco Salado (PP) (2017-2019) - Gobierno municipal: PSOE-AR-PA-IU (2015-2017) / PP (2017-2019) |
|           | Antequera 41.141 hab. 21 concejales             | - Alcalde: Manuel Jesús Barón (PP) - Gobierno municipal: PP              |                    | PP           | 9.031  | 46,29% | 11         | 0   | - Alcalde: Manuel Jesús Barón (PP) - Gobierno municipal: PP                                                                                          |
|           | Antequera 41.141 hab. 21 concejales             | - Alcalde: Manuel Jesús Barón (PP) - Gobierno municipal: PP              | PSOE               | 6.737        | 34,53% | 8      | 1          |     | - Alcalde: Manuel Jesús Barón (PP) - Gobierno municipal: PP                                                                                          |
|           | Antequera 41.141 hab. 21 concejales             | - Alcalde: Manuel Jesús Barón (PP) - Gobierno municipal: PP              | IULV-CA            | 1.853        | 9,50%  | 2      | 1          |     | - Alcalde: Manuel Jesús Barón (PP) - Gobierno municipal: PP                                                                                          |
|           | Alhaurín de la Torre 38.523 hab. 27 concejales  | - Alcalde: Joaquín Villanova (PP) - Gobierno municipal: PP               |                    | PP           | 7.060  | 46,30% | 11         | 2   | - Alcalde: Joaquín Villanova (PP) - Gobierno municipal: PP                                                                                           |
|           | Alhaurín de la Torre 38.523 hab. 27 concejales  | - Alcalde: Joaquín Villanova (PP) - Gobierno municipal: PP               | PSOE               | 2.951        | 19,35% | 4      | 0          |     | - Alcalde: Joaquín Villanova (PP) - Gobierno municipal: PP                                                                                           |
|           | Alhaurín de la Torre 38.523 hab. 27 concejales  | - Alcalde: Joaquín Villanova (PP) - Gobierno municipal: PP               | C's                | 1.837        | 12,05% | 2      | 2          |     | - Alcalde: Joaquín Villanova (PP) - Gobierno municipal: PP                                                                                           |
|           | Alhaurín de la Torre 38.523 hab. 27 concejales  | - Alcalde: Joaquín Villanova (PP) - Gobierno municipal: PP               | IULV-CA            | 1.472        | 9,65%  | 2      | 0          |     | - Alcalde: Joaquín Villanova (PP) - Gobierno municipal: PP                                                                                           |
|           | Alhaurín de la Torre 38.523 hab. 27 concejales  | - Alcalde: Joaquín Villanova (PP) - Gobierno municipal: PP               | Alhaurín Despierta | 1.245        | 8,16%  | 2      | 2          |     | - Alcalde: Joaquín Villanova (PP) - Gobierno municipal: PP                                                                                           |
|           | Ronda 35.676 hab. 21 concejales                 | - Alcalde: María de la Paz Fernández (PP) - Gobierno municipal: PP-PA    |                    | PP           | 4.283  | 29,16% | 7          | 0   | - Alcalde: María de la Paz Fernández (PP) - Gobierno municipal: PP                                                                                   |
|           | Ronda 35.676 hab. 21 concejales                 | - Alcalde: María de la Paz Fernández (PP) - Gobierno municipal: PP-PA    | PSOE               | 3.902        | 26,56% | 6      | 1          |     | - Alcalde: María de la Paz Fernández (PP) - Gobierno municipal: PP                                                                                   |
|           | Ronda 35.676 hab. 21 concejales                 | - Alcalde: María de la Paz Fernández (PP) - Gobierno municipal: PP-PA    | APRf               | 1.896        | 12,91% | 3      | 3          |     | - Alcalde: María de la Paz Fernández (PP) - Gobierno municipal: PP                                                                                   |
|           | Ronda 35.676 hab. 21 concejales                 | - Alcalde: María de la Paz Fernández (PP) - Gobierno municipal: PP-PA    | PA                 | 1.710        | 11,64% | 2      | 2          |     | - Alcalde: María de la Paz Fernández (PP) - Gobierno municipal: PP                                                                                   |
|           | Ronda 35.676 hab. 21 concejales                 | - Alcalde: María de la Paz Fernández (PP) - Gobierno municipal: PP-PA    | IULV-CA            | 1.371        | 9,33%  | 2      | 0          |     | - Alcalde: María de la Paz Fernández (PP) - Gobierno municipal: PP                                                                                   |
|           | Cártama 24.592 hab. 21 concejales               | - Alcalde: Jorge Gallardo (PSOE) - Gobierno municipal: PSOE              |                    | PSOE         | 4.966  | 53,27% | 13         | 3   | - Alcalde: Jorge Gallardo (PSOE) - Gobierno municipal: PSOE                                                                                          |
|           | Cártama 24.592 hab. 21 concejales               | - Alcalde: Jorge Gallardo (PSOE) - Gobierno municipal: PSOE              | PP                 | 1.813        | 19,45% | 4      | 5          |     | - Alcalde: Jorge Gallardo (PSOE) - Gobierno municipal: PSOE                                                                                          |
|           | Cártama 24.592 hab. 21 concejales               | - Alcalde: Jorge Gallardo (PSOE) - Gobierno municipal: PSOE              | C's                | 1.056        | 11,33% | 2      | 2          |     | - Alcalde: Jorge Gallardo (PSOE) - Gobierno municipal: PSOE                                                                                          |
|           | Cártama 24.592 hab. 21 concejales               | - Alcalde: Jorge Gallardo (PSOE) - Gobierno municipal: PSOE              | IULV-CA            | 826          | 8,86%  | 2      | 1          |     | - Alcalde: Jorge Gallardo (PSOE) - Gobierno municipal: PSOE                                                                                          |
|           | Alhaurín el Grande 24.338 hab. 21 concejales    | - Alcalde: Antonia Ledesma (PP) - Gobierno municipal: PP                 |                    | Por Alhaurín | 3.869  | 41,26% | 10         | 10  | - Alcalde: Juan Martín Serón (Por Alhaurín) - Gobierno municipal: Por Alhaurín                                                                       |
|           | Alhaurín el Grande 24.338 hab. 21 concejales    | - Alcalde: Antonia Ledesma (PP) - Gobierno municipal: PP                 | PSOE               | 1.814        | 19,35% | 4      | 2          |     | - Alcalde: Juan Martín Serón (Por Alhaurín) - Gobierno municipal: Por Alhaurín                                                                       |
|           | Alhaurín el Grande 24.338 hab. 21 concejales    | - Alcalde: Antonia Ledesma (PP) - Gobierno municipal: PP                 | ASALHg             | 1.647        | 17,57% | 4      | 4          |     | - Alcalde: Juan Martín Serón (Por Alhaurín) - Gobierno municipal: Por Alhaurín                                                                       |
|           | Alhaurín el Grande 24.338 hab. 21 concejales    | - Alcalde: Antonia Ledesma (PP) - Gobierno municipal: PP                 | IULV-CA            | 973          | 10,38% | 2      | 0          |     | - Alcalde: Juan Martín Serón (Por Alhaurín) - Gobierno municipal: Por Alhaurín                                                                       |
|           | Alhaurín el Grande 24.338 hab. 21 concejales    | - Alcalde: Antonia Ledesma (PP) - Gobierno municipal: PP                 | PP                 | 757          | 8,07%  | 1      | 12         |     | - Alcalde: Juan Martín Serón (Por Alhaurín) - Gobierno municipal: Por Alhaurín                                                                       |
|           | Coín 21.561 hab. 21 concejales                  | - Alcalde: Fernando Fernández (PP) - Gobierno municipal: PP              |                    | PP           | 4.305  | 46,51% | 11         | 0   | - Alcalde: Fernando Fernández (PP) - Gobierno municipal: PP-IU-PA-UPyD                                                                               |
|           | Coín 21.561 hab. 21 concejales                  | - Alcalde: Fernando Fernández (PP) - Gobierno municipal: PP              | PSOE               | 2.220        | 23,98% | 5      | 3          |     | - Alcalde: Fernando Fernández (PP) - Gobierno municipal: PP-IU-PA-UPyD                                                                               |
|           | Coín 21.561 hab. 21 concejales                  | - Alcalde: Fernando Fernández (PP) - Gobierno municipal: PP              | IULV-CA            | 1.124        | 12,14% | 2      | 0          |     | - Alcalde: Fernando Fernández (PP) - Gobierno municipal: PP-IU-PA-UPyD                                                                               |
|           | Coín 21.561 hab. 21 concejales                  | - Alcalde: Fernando Fernández (PP) - Gobierno municipal: PP              | PA                 | 1.040        | 11,23% | 2      | 2          |     | - Alcalde: Fernando Fernández (PP) - Gobierno municipal: PP-IU-PA-UPyD                                                                               |
|           | Coín 21.561 hab. 21 concejales                  | - Alcalde: Fernando Fernández (PP) - Gobierno municipal: PP              | UPyD               | 469          | 5,07%  | 1      | 1          |     | - Alcalde: Fernando Fernández (PP) - Gobierno municipal: PP-IU-PA-UPyD                                                                               |
|           | Nerja 21.185 hab. 21 concejales                 | - Alcalde: José Alberto Armijo (PP) - Gobierno municipal: PP             |                    | PP           | 3.658  | 42,62% | 10         | 2   | - Alcalde: Rosa María Arrabal (PSOE) - Gobierno municipal: PSOE-IU                                                                                   |
|           | Nerja 21.185 hab. 21 concejales                 | - Alcalde: José Alberto Armijo (PP) - Gobierno municipal: PP             | PSOE               | 2.243        | 26,13% | 6      | 1          |     | - Alcalde: Rosa María Arrabal (PSOE) - Gobierno municipal: PSOE-IU                                                                                   |
|           | Nerja 21.185 hab. 21 concejales                 | - Alcalde: José Alberto Armijo (PP) - Gobierno municipal: PP             | IULV-CA            | 796          | 9,27%  | 2      | 2          |     | - Alcalde: Rosa María Arrabal (PSOE) - Gobierno municipal: PSOE-IU                                                                                   |
|           | Nerja 21.185 hab. 21 concejales                 | - Alcalde: José Alberto Armijo (PP) - Gobierno municipal: PP             | C's                | 777          | 9,05%  | 2      | 2          |     | - Alcalde: Rosa María Arrabal (PSOE) - Gobierno municipal: PSOE-IU                                                                                   |
|           | Nerja 21.185 hab. 21 concejales                 | - Alcalde: José Alberto Armijo (PP) - Gobierno municipal: PP             | EVA-Podemosh       | 717          | 8,35%  | 1      | 1          |     | - Alcalde: Rosa María Arrabal (PSOE) - Gobierno municipal: PSOE-IU                                                                                   |
|           | Torrox 15.117 hab. 17 concejales                | - Alcalde: Francisco Muñoz (PSOE) - Gobierno municipal: PSOE             |                    | PP           | 1.907  | 30,71% | 6          | 1   | - Alcalde: Óscar Medina (PP) - Gobierno municipal: PP                                                                                                |
|           | Torrox 15.117 hab. 17 concejales                | - Alcalde: Francisco Muñoz (PSOE) - Gobierno municipal: PSOE             | PSOE               | 1.805        | 29,07% | 5      | 1          |     | - Alcalde: Óscar Medina (PP) - Gobierno municipal: PP                                                                                                |
|           | Torrox 15.117 hab. 17 concejales                | - Alcalde: Francisco Muñoz (PSOE) - Gobierno municipal: PSOE             | IULV-CA            | 1.209        | 19,47% | 3      | 0          |     | - Alcalde: Óscar Medina (PP) - Gobierno municipal: PP                                                                                                |
|           | Torrox 15.117 hab. 17 concejales                | - Alcalde: Francisco Muñoz (PSOE) - Gobierno municipal: PSOE             | FCisi              | 783          | 12.61% | 2      | 2          |     | - Alcalde: Óscar Medina (PP) - Gobierno municipal: PP                                                                                                |
|           | Torrox 15.117 hab. 17 concejales                | - Alcalde: Francisco Muñoz (PSOE) - Gobierno municipal: PSOE             | Torrox Unido       | 414          | 6,67%  | 1      | 1          |     | - Alcalde: Óscar Medina (PP) - Gobierno municipal: PP                                                                                                |
|           | Manilva 14.587 hab. 17 concejales               | - Alcalde: Diego Urieta (No adscrito) - Gobierno municipal: No adscritos |                    | PSOE         | 1.380  | 27,4%  | 5          | 1   | - Alcalde: Diego José Jiménez (PSOE) - Gobierno municipal: PSOE-IU                                                                                   |
|           | Manilva 14.587 hab. 17 concejales               | - Alcalde: Diego Urieta (No adscrito) - Gobierno municipal: No adscritos | Compromiso Manilva | 1.209        | 24,00% | 5      | 5          |     | - Alcalde: Diego José Jiménez (PSOE) - Gobierno municipal: PSOE-IU                                                                                   |
|           | Manilva 14.587 hab. 17 concejales               | - Alcalde: Diego Urieta (No adscrito) - Gobierno municipal: No adscritos | IULV-CA            | 1.052        | 20,89% | 4      | 4          |     | - Alcalde: Diego José Jiménez (PSOE) - Gobierno municipal: PSOE-IU                                                                                   |
|           | Manilva 14.587 hab. 17 concejales               | - Alcalde: Diego Urieta (No adscrito) - Gobierno municipal: No adscritos | PP                 | 668          | 13,26% | 2      | 1          |     | - Alcalde: Diego José Jiménez (PSOE) - Gobierno municipal: PSOE-IU                                                                                   |
|           | Manilva 14.587 hab. 17 concejales               | - Alcalde: Diego Urieta (No adscrito) - Gobierno municipal: No adscritos | ASMj               | 447          | 8,87%  | 1      | 1          |     | - Alcalde: Diego José Jiménez (PSOE) - Gobierno municipal: PSOE-IU                                                                                   |
|           | Álora 13.003 hab. 17 concejales                 | - Alcalde: José Sánchez (PSOE) - Gobierno municipal: PSOE                |                    | PSOE         | 3.064  | 47,98% | 9          | 2   | - Alcalde: José Sánchez (PSOE) - Gobierno municipal: PSOE                                                                                            |
|           | Álora 13.003 hab. 17 concejales                 | - Alcalde: José Sánchez (PSOE) - Gobierno municipal: PSOE                | IULV-CA            | 1.582        | 24,77% | 4      | 1          |     | - Alcalde: José Sánchez (PSOE) - Gobierno municipal: PSOE                                                                                            |
|           | Álora 13.003 hab. 17 concejales                 | - Alcalde: José Sánchez (PSOE) - Gobierno municipal: PSOE                | PP                 | 1.232        | 19,29% | 3      | 3          |     | - Alcalde: José Sánchez (PSOE) - Gobierno municipal: PSOE                                                                                            |
|           | Álora 13.003 hab. 17 concejales                 | - Alcalde: José Sánchez (PSOE) - Gobierno municipal: PSOE                | UPyD               | 380          | 5,95%  | 1      | 1          |     | - Alcalde: José Sánchez (PSOE) - Gobierno municipal: PSOE                                                                                            |
|           | Pizarra 9.148 hab. 13 concejales                | - Alcalde: Francisco José Vargas (PSOE) - Gobierno municipal: PSOE       |                    | PSOE         | 1.793  | 38,89% | 5          | 0   | - Alcalde: Ana Berlanga (PSOE) - Gobierno municipal: PSOE                                                                                            |
|           | Pizarra 9.148 hab. 13 concejales                | - Alcalde: Francisco José Vargas (PSOE) - Gobierno municipal: PSOE       | PP                 | 1.681        | 36,46% | 5      | 2          |     | - Alcalde: Ana Berlanga (PSOE) - Gobierno municipal: PSOE                                                                                            |
|           | Pizarra 9.148 hab. 13 concejales                | - Alcalde: Francisco José Vargas (PSOE) - Gobierno municipal: PSOE       | IULV-CA            | 1.062        | 23,03% | 3      | 2          |     | - Alcalde: Ana Berlanga (PSOE) - Gobierno municipal: PSOE                                                                                            |
|           | Campillos 8.524 hab. 13 concejales              | - Alcalde: Jesús Manuel Galeote (PSOE) - Gobierno municipal: PSOE        |                    | PSOE         | 2.109  | 43,35% | 6          | 0   | - Alcalde: Francisco Guerrero (IULV-CA) - Gobierno municipal: IULV-CA                                                                                |
|           | Campillos 8.524 hab. 13 concejales              | - Alcalde: Jesús Manuel Galeote (PSOE) - Gobierno municipal: PSOE        | IULV-CA            | 2.082        | 42,80% | 6      | 1          |     | - Alcalde: Francisco Guerrero (IULV-CA) - Gobierno municipal: IULV-CA                                                                                |
|           | Campillos 8.524 hab. 13 concejales              | - Alcalde: Jesús Manuel Galeote (PSOE) - Gobierno municipal: PSOE        | PP                 | 577          | 11,86% | 1      | 1          |     | - Alcalde: Francisco Guerrero (IULV-CA) - Gobierno municipal: IULV-CA                                                                                |
|           | Archidona 8.490 hab. 13 concejales              | - Alcalde: Manuel Sánchez (IULV-CA) - Gobierno municipal: IULV-CA        |                    | PSOE         | 2.136  | 48,15% | 6          | 1   | - Alcalde: Mercedes Montero (PSOE) - Gobierno municipal: PSOE                                                                                        |
|           | Archidona 8.490 hab. 13 concejales              | - Alcalde: Manuel Sánchez (IULV-CA) - Gobierno municipal: IULV-CA        | IULV-CA            | 1.576        | 35,53% | 5      | 1          |     | - Alcalde: Mercedes Montero (PSOE) - Gobierno municipal: PSOE                                                                                        |
|           | Archidona 8.490 hab. 13 concejales              | - Alcalde: Manuel Sánchez (IULV-CA) - Gobierno municipal: IULV-CA        | PP                 | 664          | 14,97% | 2      | 0          |     | - Alcalde: Mercedes Montero (PSOE) - Gobierno municipal: PSOE                                                                                        |
|           | Benahavís 7.105 hab. 13 concejales              | - Alcalde: José Antonio Mena Castilla (PP) - Gobierno municipal: PP      |                    | PP           | 937    | 60,57% | 9          | 1   | - Alcalde: José Antonio Mena Castilla (PP) - Gobierno municipal: PP                                                                                  |
|           | Benahavís 7.105 hab. 13 concejales              | - Alcalde: José Antonio Mena Castilla (PP) - Gobierno municipal: PP      | PSOE               | 438          | 28,31% | 4      | 1          |     | - Alcalde: José Antonio Mena Castilla (PP) - Gobierno municipal: PP                                                                                  |
|           | Algarrobo 6.013 hab. 13 concejales              | - Alcalde: Natacha Rivas Campos (PA) - Gobierno municipal: PA-PP         |                    | PP           | 1.157  | 38,53% | 6          | 3   | - Alcalde: Alberto Pérez Gil (PSOE) - Gobierno municipal: PSOE-FCis                                                                                  |
|           | Algarrobo 6.013 hab. 13 concejales              | - Alcalde: Natacha Rivas Campos (PA) - Gobierno municipal: PA-PP         | PSOE               | 1.113        | 37,06% | 6      | 1          |     | - Alcalde: Alberto Pérez Gil (PSOE) - Gobierno municipal: PSOE-FCis                                                                                  |
|           | Algarrobo 6.013 hab. 13 concejales              | - Alcalde: Natacha Rivas Campos (PA) - Gobierno municipal: PA-PP         | FCisi              | 359          | 11,95% | 1      | 1          |     | - Alcalde: Alberto Pérez Gil (PSOE) - Gobierno municipal: PSOE-FCis                                                                                  |

Notas
a Opción Sampedreña.

b Costa del Sol Sí Puede.

c Grupo Independiente Promounicipio de Torre del Mar.

d Vecinos por Benalmádena.

e Alternativa por Benalmádena.

f Alianza por Ronda.

g Alternativa Socialista Alhaurina.

h Espacio Verde - Podemos.

i Fusión Ciudadana de Independientes.

j Agrupación Socialista de Manilva.

## Nuevos municipios
Los de 2015 fueron los primeros comicios municipales para los municipios de Serrato y Montecorto, segregados el 19 de diciembre de 2014 del término municipal de Ronda, convirtiéndose así en los municipios 102 y 103 de la provincia. En Serrato se impuso el PSOE, que logró hacerse con todos los concejales del consistorio. En Montecorto el triunfo fue para el Partido Andalucista que consiguió cuatro de los siete concejales, siendo los otros tres para el PSOE. 
En Villanueva de la Concepción, segregado del término municipal de Antequera en 2009, los resultados electorales dieron la mayoría absoluta al PSOE con siete de los once concejales, mejorando así este partido los resultados obtenidos en los comicios municipales de 2011 (los primeros como municipio independiente), cuando consiguió cinco concejales. Los restantes cuatro fueron para el Partido Popular.

## La sombra de la corrupción
Una jornada más, los comicios estuvieron marcados por la sombra de la corrupción, con un gran número de imputados en las listas electorales así como dos condenados en firme: Juan Martín Serón en Alhaurín el Grande y Abdeslam Lucena en Benamocarra. Juan Martín Serón fue condenado por el Tribunal Supremo por cohecho. Encabezó la lista de Por Alhaurín tras abandonar el PP. También encabezando un nuevo partido tras romper con el PP, Abdeslam Lucena compitió con Mi Pueblo estando condenado por calumnias, injurias y desobediencia. Ambos fueron vencedores en sus respectivos municipios. 
Muchos de los alcaldes de los grandes municipios malagueños han estado imputados alguna vez aunque no han llegado a juicio, como el senador Joaquín Villanova, alcalde del PP de Alhaurín de la Torre, exonerado por el Tribunal Supremo de una causa por malversación. En Manilva se presentaron hasta tres imputados: Diego Urieta de Compromiso Manilva (expulsado de IU), Emilio López Berenguer de Asociación Socialista de Manilva (expulsado del PSOE) y Diego José Jiménez del PSOE, todos imputados por una causa relacionada con el caso de los presuntos 470 enchufados bajo el mandato de la exalcaldesa Antonia Muñoz (expulsada de IU).
David Valadez -el candidato socialista de Estepona que destapó el caso Astapa por el que fe investigado el exalcalde de la localidad Antonio Barrientos, también del PSOE- hubo de declarar por un caso de una denuncia falsa. También del PSOE están imputados, Francisco Hidalgo, candidato en Fuente de Piedra, por un presunto delito de malversación de caudales públicos y falsedad, y Cristóbal Torreblanca, alcalde de Almogía desde 1983, por un posible delito por la concesión de licencias urbanísticas irregulares. Otros casos sonados fueron los del candidato de Unión Centro Benalmádena, Francisco Salido, investigado junto a su cuñado y su hermano por presuntas irregularidades en la concesión de subvenciones, y el caso de Antonio Marín Lara, alias "Toti", imputado en el caso Acinipo, que encabezó la lista de Alianza por Ronda tras haber pasado por el Partido Andalucista y posteriormente por al PSOE.